# Raquel Forner
Raquel Forner (* 22. April 1902 in Buenos Aires; † 10. Juni 1988 ebenda) war eine argentinische Malerin, die dem Expressionismus zugerechnet wird.

## Leben
Forner entstammte einer Familie mit spanischen Wurzeln und verbrachte ihre Kindheit teils in Argentinien, teils in Spanien. Nach ihrer Schulzeit in Buenos Aires wechselte sie an die Academia Nacional de Bellas Artes und konnte 1923 dieses Studium erfolgreich abschließen. Bereits im Jahr zuvor war sie ebendort zur Zeichenlehrerin berufen worden. Seit dieser Zeit war sie mit Victoria Ocampo befreundet und kam über diese zur Grupo Florida.
1924 wurde Forner eingeladen, am XIV. Salón Nacional de Bellas Artes teilzunehmen. Ihr Bild „Mis vecinas“ gewann dabei den 3. Preis. Dadurch wurde Forner bekannt, aber es dauerte noch vier Jahre, bis sie ihre erste Einzelausstellung ausrichten konnte.
Im Frühjahr 1929 ließ sich Forner in Paris nieder, um an der Académie Scandinave zu studieren; u. a. wurde dort Othon Friesz ihr Lehrer. Neben ihren Studien an der Kunstakademie nahm sie bis 1931 auch Privatstunden und arbeitete in Friesz' privatem Atelier.
Nach einem Aufenthalt in Madrid kehrte Forner nach Argentinien zurück und gründete kurze Zeit später dort zusammen mit den Malern Alfredo Guttero und Pedro Domínguez Neiro und dem Bildhauer Alfredo Bigatti die Libres de Artes Plástico. Letzteren heiratete Forner dann 1936. Spätestens mit Beginn des Bürgerkriegs in Spanien wurden Forners künstlerische Aussagen immer politischer und sie wandte sich auch dem Surrealismus zu. Nach dem Zweiten Weltkrieg hatte Forner ihren internationalen Durchbruch und konnte regelmäßig in Nord- und Südamerika und auch immer wieder in Europa ausstellen.
Raquel Forner starb 1988, kurz nachdem das Museo de Arte Moderno de Buenos Aires ihr zu Ehren eine große retrospektive Ausstellung eröffnet hatte.

## Ehrungen
- 1937: Goldmedaille der Exposición Internacional de Paris
- 1982: Premios Konex
- 1988: Premios Konex